# 梁如京
梁如京，順天府薊州（今天津市薊州區）人，明朝官員。

## 生平
嘉靖十九年（1540年），梁如京中式庚子科順天鄉試第八名舉人。歴官山西榆社縣知縣，以廉明著稱。因丁憂去職，宦橐蕭然。